# ویکتور نمس
ویکتور نمس (به صربی: Виктор Немеш، متولد ۲۱ ژوئیهٔ ۱۹۹۳) کشتی‌گیر فرنگی‌کار تیم ملی صربستان است.
از افتخارات وی می‌توان به کسب مدال طلا وزن ۷۵ کیلوگرم در مسابقات قهرمانی کشتی جهان ۲۰۱۷ و مدال برنز وزن ۷۷ کیلوگرم در مسابقات قهرمانی کشتی جهان ۲۰۱۸ اشاره کرد.

## المپیک ۲۰۱۶ ریو
نمس در سال ۲۰۱۶ میلادی در المپیک ریو در وزن ۷۵ کیلو حاضر بود که در دور اول دلشادجان توردیف از ازبکستان را شکست داد اما در دور بعد از مارک مادسن کشتی‌گیر دانمارکی شکست خورد و با توجه به حضور این کشتی‌گیر در فینال، به دیدار شانس مجدد رفت. او در اولین مرحله شانس مجدد به سعید عبدولی کشتی‌گیر ایرانی باخت و از دور رقابت‌ها کنار رفت.

## مسابقات قهرمانی کشتی جهان ۲۰۱۷
نمس در وزن ۷۵ کیلو مسابقات قهرمانی کشتی جهان ۲۰۱۷ پاریس حاضر بود که در دور اول سعید عبدولی از ایران را شکست داد و انتقام المپیک را از این کشتی‌گیر ایرانی گرفت، در دورهای بعدی ماخات یرژیپوف کشتی‌گیر قزاقستانی، کاراپت چالیان کشتی‌گیر ارمنستانی، کازبک کیلو کشتی‌گیر بلاروسی را شکست داد و به فینال رسید. وی در فینال الکساندر چخیریکین کشتی‌گیر روسیه را شکست داد و مدال طلا وزن ۷۵ کیلوگرم را بدست آورد.

## مسابقات قهرمانی کشتی جهان ۲۰۱۸
نمس در وزن ۷۷ کیلوگرم کشتی فرنگی مسابقات قهرمانی کشتی جهان ۲۰۱۸ بوداپست حاضر بود که در مسابقه اول و دوم سلطان علی عید از اردن و آریل فیس از کوبا را شکست داد اما در دور بعد به الکساندر چخیریکین از روسیه باخت و با توجه به حضور این کشتی‌گیر در فینال، به دیدار شانس مجدد رفت. او در مراحل شانس مجدد کایراتبک توگولبایف از قرقیزستان و الوین مورسالیف از آذربایجان را شکست داد و به دیدار رده‌بندی راه یافت. وی در دیدار رده‌بندی الکس بیوربرگ کسیدیس از سوپد را شکست داد و مدال برنز وزن ۷۷ کیلوگرم را بدست آورد.